# Максимальна злітна маса
Максимальна злітна маса (МЗМ) або максимальна злітна вага (МЗВ) повітряного судна - максимальна вага, при якій пілоту дозволено виконати зліт відповідно до конструкторських та інших обмежень. МЗМ вимірюється в кілограмах чи тоннах.
МЗМ є найбільшою вагою, яка відповідає усім вимогам польотоздатності для певного типу ПС. Число МЗМ ПС є фіксованим і незмінним з висотою, температурою повітря чи довжиною ЗПС для зльоту чи посадки. Інші параметри ваги — максимально дозволена злітна маса та регульована злітна маса - змінюються залежно від параметрів механізації, висоти, температури повітря, довжини ЗПС тощо. Вони залежать від умов зльоту, але ніколи не перевищують МЗМ.

## Максимально дозволена злітна вага
У багатьох випадках ПС може бути не дозволено здійснити виліт при МЗМ. У таких ситуаціях максимальна вага, що буде дозволена для зльоту, визначається з урахуванням:
- Положення механізації. Див. Катастрофа MD-82 в Мадриді[en]
- Висота аеродрому (над рівнем моря) — відображається в значенні атмосферного тиску, який впливає на тягу двигунів.
- Температура повітря — щільність повітря впливає на тягу двигунів.
- Довжина ЗПС — коротка злітна смуга дає менший простір для прискорення до швидкості підйому носової стійки. Довжина максимально дозволеної злітної маси може бути переобчислена завдяки додатковим зонам для вильоту/маневрування.
- Складова вітру на ЗПС — найкращою умовою для зльоту є сильний зустрічний вітер уздовж ЗПС. Найгіршою — попутний. Боковий вітер є тією складовою вітру, яку потрібно обов'язково враховувати при розрахунках зльоту.
- Стан ЗПС — найкращим є суха смуга з твердим покриттям. Смуга без твердого покриття або зі снігом спричинить гірше зчеплення, що зрештою зменшить прискорення. Див. Мюнхенська авіакатастрофа
- Перешкоди — ПС повинне мати простір для зльоту за висотою аероплана без будь-яких перешкод чи рельєфу до кінця ЗПС.

## Стандарти сертифікації
Стандарти сертифікації застосовуються для польотоздатності ПС та містять багато вимог. Деякі з них відповідатимуть нормативам за умови зазначення максимальної ваги для ПС, що передбачає відповідність усіх можливих параметрів ваги як до вказаного максимуму, так і включно до останнього. Вимоги передбачено наступні:
- конструкторські — гарантування цілісності конструкції ПС при перевезенні та можливому маневруванні всіх допустимих вантажів, а також в умовах поривів вітру під час турбулентності повітряних мас.
- експлуатаційні — гарантування можливості набору висоти з належним градієнтом при всіх діючих двигунах; окремо — з одним неробочим двигуном.

При МЗМ всі ПС даного типу та модифікації повинні відповідати вищезгаданим сертифікаційним вимогам.

## Множинні МЗМ
Якщо дану модель складають кілька виробників, той самий тип ПС може мати більше ніж одну МЗМ. Експлуатант в праві вибрати сертифікацію ПС для меншої МЗМ (часто це обходиться дешевше) з подальшою опцією збільшення МЗМ за додаткову плату. Деякі авіакомпанії не потребують найвищого значення МЗМ і вибирають менше для певних ПС з метою зменшення його вартості (аеропортові збори та збори за навігацію обраховуються, виходячи з МЗМ).
У інших випадках опція збільшення числа МЗМ досягається шляхом модернізації додатковими чи витривалішими компонентами. Наприклад, варіант МЗМ 242-тонного Airbus A330/A330neo використовує алюмінієво-скандієвий сплав, щоб зменшити робочу порожню вагу.
Менші літаки типу Cessna 208 Caravan можуть мати варіант підсиленого шасі для збільшення МЗМ.